# Padilla javana
Padilla javana là một loài nhện trong họ Salticidae.
Loài này thuộc chi Padilla. Padilla javana được Eugène Simon miêu tả năm 1900.